# Hyperaea fuscipennis
Hyperaea fuscipennis là một loài ruồi trong họ Tachinidae.